# Вторичная электронная эмиссия
Втори́чная электро́нная эми́ссия — испускание электронов (электронная эмиссия) поверхностью металлов, полупроводников или диэлектриков при бомбардировке их пучком электронов (первичными электронами) с энергией, превышающей некоторую пороговую. Иными словами это эмиссия электронов, входивших в состав образца и получивших от падающих электронов достаточно энергии для выхода из образца.
Вторичный электронный поток состоит из электронов, отраженных поверхностью (упруго и неупруго отраженные электроны), и «истинно» вторичных электронов — электронов, выбитых из металла, полупроводника или диэлектрика первичными электронами.
В достаточно тонких плёнках длина пробега первичных электронов может превышать толщину этой плёнки (эмиттера). В этом случае вторичная электронная эмиссия наблюдается как с поверхности, подвергаемой бомбардировке (вторичная электронная эмиссия на отражение), так и с противоположной поверхности (вторичная электронная эмиссия на прострел). Поток вторичных электронов складывается из отражённых (упруго и неупругого) первичных электронов и истинных (собственных) вторичных электронов — электронов эмиттера, получивших в результате их возбуждения первичными энергию и импульс, достаточные для выхода в вакуум.
Вторичные электроны имеют непрерывный энергетический спектр от 0 до энергии первичных электронов. Обычно энергетический спектр электронов имеет ряд максимумов и минимумов, так называемая тонкая структура энергетического спектра, обусловленная характеристическими потерями энергии на возбуждение атомов вещества и Оже-эффектом.
Механизм упругого отражения электронов существенно различен в области малых (0—100 эВ), средних (0,1—1 кэВ) и больших (1—100 кэВ) энергий первичных электронов.
Отношение числа вторичных электронов {\displaystyle n_{2}} к числу первичных {\displaystyle n_{1}}, вызвавших эмиссию, называется коэффициентом вторичной электронной эмиссии:
{\displaystyle \delta =n_{2}/n_{1}.}
Коэффициент {\displaystyle \delta } зависит от природы облучаемого материала, состояния его  поверхности, энергии бомбардирующих частиц и их угла падения на поверхность.
У полупроводников и диэлектриков {\displaystyle \delta } больше, чем у металлов. Это объясняется тем, что в металлах, где концентрация электронов проводимости велика, возбуждённые вторичные электроны, часто сталкиваясь с другими электронами, быстро теряют свою энергию и не могут выйти из металла. В полупроводниках и диэлектриках же из-за малой концентрации электронов проводимости столкновения вторичных электронов с ними происходят гораздо реже и вероятность выхода вторичных электронов из эмиттера возрастает в несколько раз.

## Применение
Вторичная электронная эмиссия используется для усиления электронных потоков в различных электровакуумных приборах: (вторично-электронных, фотоэлектронных умножителях, микроканальных пластинах и др.).
Вторичная электронная эмиссия играет важную роль в образовании развитии и поддержании ВЧ и вторично-эмиссионного разряда (в электровакуумных приборах СВЧ).
В некоторых случаях вторичная электронная эмиссия нежелательна (например, динатронный эффект в электронных лампах).
Явление вторичной электронной эмиссии используется также в электронной литографии, оказываясь основным фактором засвечивания электронно-экспонируемого резиста.
В детекторах электронов растровых электронных микроскопов явление вторичной электронной эмиссии позволяет получать микрофотографии рельефа поверхности.